# 押切備前守
押切 備前守（おしきり びぜんのかみ）は、戦国時代の武士。実名は不明。出羽国櫛引郡丸岡城主、後に横山城主。

## 略歴
押切氏は出羽櫛引郡丸岡の国人。戦国時代は大宝寺氏の旗下にあった。戦国時代初期に六十里越街道や大鳥街道に接する要所の丸岡に丸岡城を築き居城としたが、永正9年（1512年）に櫛引郡横山に横山城を築いて移住したという。
鶴岡市山添の地には「備前」という地名が今も残るが、これは押切備前守の名に由来するという。